# IC 3423
IC 3423 је појединачна звијезда у сазвјежђу Береникина коса која се налази на листи објеката дубоког неба у Индекс каталогу.
Деклинација објекта је + 13° 39' 32" а ректасцензија 12h 29m 46,5s.